# Djuptjärnen (Dals socken, Ångermanland)
Djuptjärnen är en sjö i Kramfors kommun i Ångermanland och ingår i Ångermanälven-Gådeåns kustområde.